# 쩐쫑낌
쩐쫑낌(베트남어: Trần Trọng Kim / 陳仲金 진중금, 1883년 ~ 1953년 12월 2일)은 베트남의 독립운동가, 정치인이다. 응우옌 왕조의 내각총장을 역임했다. 탄보 출신이며 프랑스 식민지 당시 반프랑스 독립운동에 가담하였다. 1945년 베트남에 영향력을 행사하려던 일본에 의해 괴뢰정부의 내각총장으로 임명되었으나 일본의 패전 후 사퇴하였다.

## 생애

### 생애 초반
소년기의 쩐은 프랑스 총독부의 인도차이나 북부 주에서 인터프리터 직원으로 근무하다가 1905년 개인 회사의 직원으로 취직하여 프랑스에 다녀오기도 했다. 그 뒤 반프랑스 독립운동에 참여하여 요시찰인물로 찍혔다.
그러나 한동안 독립운동에서 물러나 1908년에는 식민지 학교에서 장학금을 받고 교육, 1911년 9월 베트남으로 되돌아와 교육자가 되어 초등학교 교사로 활동했으며, 학자로도 활동하여 유교, 불교, 베트남의 역사를 연구하였다. 그러나 그는 베트남의 지하 비밀 독립운동 조직의 조직원으로 활동했다. 1939년 통킹의 인민회의소 대표자가 되었다.

### 독립 운동과 친일화
1943년 쩐은 일본이 베트남의 독립을 약속한다는 조건으로 협력을 구하자 이에 동조하였다. 곧 일본은 즉 베트남내 친일 정당과 단체(Phuc Quoc, Dai Viet, Phuc Viet, Ouoc Xa, Cao Dai, Phat Phay 등) 등을 규합하여 사이공에서 통합 대회를 소집하고 '베트남 복국동맹회'를 결성하였다. 그리고 임시 정부 수립의 준비와 재일 중인 끄엉 데(Cuong De) 황자를 귀국시켜 황제에 추대하기로 결정하였다.
1943년 11월 프랑스 식민 당국은 이들 정당과 단체 수뇌부에 대한 검거를 시작하였다. 이들 가운데 쩐과 즈엉 바 짝(Duong Ba Trac) 등은 북부 베트남에서, 그리고 쩐 반 안, 당 반 끼 등은 남베트남에서 일본 헌병대의 보호를 받아 검거를 면하였다.
그는 일본군 주둔군으로부터 내각 수반직을 제의받았다. 일본은 친일적인 쩐과 응오 딘 지엠(Ngo Dinh Diem) 중에서 쩐통킴을 선택하여 내각을 구성하도록 명하였다. 그러나 쩐 정부는 군대를 보유할 수 없게 하였을 뿐만 아니라 내각에서는 국방부를 두지 않았다.

### 총리 재직
1945년 4월 17일 바오다이 통치하에서 일본의 입김으로 총리직에 임명되었다. 일본은 내각에서 군사통수권을 행사할 수 없게 하여 그는 사실상 명목상의 총리였다. 또한 내각 휘하 국방부를 설치하려 하지 않은 것 역시 후일 호치민 등의 봉기를 진압하지 못하는 원인이 된다. 그는 처음에는 자신이 총리직에 부적절하다며 거부하였으나 결국 일본측의 총리직 제의를 받아들이게 된다.
프랑스군이 축출된 지 3개월이 지나도록 일본은 당초 약속과 달리 베트남의 독립을 위한 구체적인 보장 조치도 취하지 못하였다. 또한 쩐 내각도 이에 대해 어떠한 권리도 요구하지 못하는 무능을 드러내었다. 때문에 쩐의 정부는 완전히 일본의 하수인에 불과하였다. 이런 점은 일본의 패전 이후 쩐 내각이 베트남 국민들의 지지를 받지 못하고 붕괴되는 원인이 되었다.
그러나 쩐 내각이 일본의 지지를 얻어 구성된 내각이었으므로 프랑스 식민지 때와 다를 바가 없다고 본 베트남의 독립운동가들은 쩐을 지탄하였고 각지에서 폭동과 소요전, 관공서 약탈 등이 발생했다. 쩐은 지역의 애국자들을 동원해서 이들을 진압하게 하였으나 그 수가 부족하여 진압하지 못했고 각지에서는 봉기가 계속되었다. 그 중 베트남 공산당(월맹)의 게릴라 조직은 그를 괴롭히는 가장 큰 적수였다.
쩐은 일본에 군대 설치나 국방부 설치를 위한 요구도 하지 않았고 민병대를 이용하여 치안을 담당하게 했다.

### 반일 봉기 진압 실패와 퇴진
공산당이 봉기하자 그는 민병대를 조직하여 이들을 진압하게 했다. 그러나 일본의 하수인에 불과한 쩐쫑낌이 파견한 민병대들은 명분상에서 호치민에게 밀렸고, 결국 월맹에게 계속 패배하였다. 공산 월맹을 중심으로 한 이들 북베트남의 사회주의자들은 협상과 전투를 병행한 양면 전술을 기민하게 실천하였다. 그들은 1945년 3월 9일 일본이 불란서군을 축출 하자마자 소규모 부대를 조직하여 일본군을 공격하였다. 남부 베트남과 달리 북부에서는 이렇다 할 친일 세력이 형성되어 있지도 않을 뿐만 아니라 일본의 하수인에 불과한 쩐쫑킴 정부가 파견한 민병대들은 결코 월맹의 적수가 되지 못하였다. 또한 북부의 친일 대월당 인사들은 오직 일본 당국에 접근하여 고위감투에만 혈안이 되어 있을 뿐 인민대중의 요구에 대해서는 무관심하였다. 쩐쫑킴은 공산당의 폭력성과 과격성을 지적, 비판하였지만 아무도 움직이지 않았다.
결국 그는 특단의 대책을 세워 병사들의 급여를 인상시키고 처우 개선, 애국심에 호소했지만 민병대의 사기는 저하되어 있었다. 공산월맹은 식량 창고 공격조를 조직한다거나 현지 관리들의 식량 공출과 부역 명령을 방해하는 일이 보다 용이하게 되었다. 결국 인민 대중들은 친일 쩐통킴 정부의 무능에 허탈감을 갖게 되었으며 일본의 패망이 임박해 있다는 월맹의 선전에 더욱 귀를 기울이게 되었다.
1945년 8월 일본은 패전하였고, 1945년 8월 23일 황제가 퇴위함과 동시에 총리직을 사퇴하였다.

## 같이 보기
- 응우옌 왕조
- 베트남의 총리
- 바오다이
- 남베트남의 지도자

## 관련 서적
- 김성원 저, 《일제하의 동남아》 (한국외국어대학교출판부, 1995) 119페이지
- Motoo Furuta, Takashi Shiraishi (1992). Indochina in the 1940s and 1950s: Translation of Contemporary Japanese Scholarship on Southeast Asia. SEAP Publications. ISBN 0-87727-401-0.
- McHale, Shawn (2004). Print and Power: Confucianism, Communism, and Buddhism in the Making of Modern Vietnam. University of Hawaii. ISBN 0-8248-2655-8.
- Vu Ngu Chieu (February 1986). "The Other Side of the 1945 Vietnamese Revolution: The Empire of Viet-Nam". Journal of Asian Studies 45 (2).